# Capiibary
Capiibary é um distrito do Paraguai, localizado no departamento de San Pedro, localiza-se a 330km de Assunção. O distrito está situado sobre um arroio de mesmo nome, limita-se com o departamento de Caaguazú. Sua atividade econômica é baseada da agricultura da subsistência.

## Transporte
O município de Capiibary é servido pela seguinte rodovia:
- Caminho em rípio ligando o município a cidade de Yataity del Norte
- Caminho em pavimento ligando o município a cidade de Yrybucua
- Caminho em pavimento ligando a cidade de Santa Rosa del Mbutuy (Departamento de Caaguazú) ao município de Yasy Cañy (Departamento de Canindeyú)[1][2][3]